# Thomas de Maizière
Karl Ernst Thomas de Maizière (Bonn, 21 gennaio 1954) è un politico tedesco, Ministro degli interni della Germania dal 2013 al 2018.
Esponente della CDU, è stato più volte ministro nei governi di diversi Länder e nei governi federali guidati da Angela Merkel.

## Biografia

### Famiglia
Appartiene ad una famiglia di origini francesi aristocratiche e ugonotte, originaria del paese di Maizières-lès-Metz, presso Metz in Lorena, del quale erano balivi nel medioevo e dal quale prendono il nome. La famiglia, in seguito alla revoca dell'editto di Nantes da parte di Luigi XIV, si trasferì nel XVII secolo in Brandeburgo, dove aveva esercitato per alcuni anni pratiche amministrative alla corte degli Hohenzollern e aveva potuto trattenere il titolo nominale ed ereditario di balivo (balif).
Karl è figlio del colonnello e ispettore generale dell'artiglieria nella Germania Ovest Ulrich de Maizière e di un'ex infermiera, Eva Kunsterlin; suo cugino è Lothar de Maizière, politico della CDU e per breve tempo Presidente del Consiglio dei ministri della Repubblica Democratica Tedesca. Karl appartiene alla chiesa evangelica.

### Formazione
Dopo aver compiuto studi classici in un prestigioso collegio di Bonn gestito da gesuiti e fondato nel 1558, studiò giurisprudenza a Münster e a Friburgo in Brisgovia, uscendo con il massimo dei voti dagli esami di stato; giovanissimo fu attivista cattolico e democratico, aderendo fin dall'università all'associazione cattolica degli studenti RCDS.

## Carriera politica
Entra in politica nei primi anni 1980 come assessore comunale dei sindaci di Berlino Ovest Richard von Weizsäcker e Eberhard Diepgen.
Negli anni 1990 proseguì la sua carriera con incarichi di ministro prima del Land Meclemburgo-Pomerania Anteriore, poi della Sassonia.
Nel 2005 passò dal governo della Sassonia a quello federale: nel governo Merkel I fu capo della Cancelleria federale e ministro federale per compiti speciali; nel governo Merkel II è stato Ministro federale dell'interno e dal 2011 è ministro federale della difesa.
È stato anche segretario della CDU e nel 2003 capo del congresso internazionale della chiesa evangelica.